# Lokas
Lokas es una película de producción chileno-mexicana de Gonzalo Justiniano estrenada el 3 de abril de 2008.

## Argumento
Charly (Rodrigo Bastidas), es un chileno radicado junto a su hijo Pedro (Raimundo Bastidas) en México. Tras ser declarado culpable por estafa y condenado a pasar un tiempo en prisión Charly se da cuenta de que se le han cerrado todas las posibilidades laborales; es así que por recomendación de su madre regresa a Chile a vivir con Mario (Coco Legrand), el padre con quien perdió contacto hace treinta años. 
Mario es un hombre ya mayor y homosexual declarado que vive con su pareja de manera abierta y sin complejos; esto presenta un gran conflicto para Charly, quien desde que recuerda es intolerante y homofóbico. Sin embargo como su prontuario no le permite obtener un trabajo debe recurrir a su padre no solo para que este le brinde un espacio en su hogar para que vivan él y Pedro, sino también para que le ayude a conseguir un empleo.
Para su desagrado el trabajo que obtiene por este medio es en un bar gay, por lo que Charly deberá fingir ser homosexual para trabajar allí. Viviendo el otro lado de la moneda, Charly debe vivir el trato que la sociedad y sobre todo gente con sus mismos prejuicios le da ahora a él, de esta manera comienza a conocer mejor a su padre, verlo como una figura familiar y comprender lo que ha sido su vida. Paralelamente Charly conoce a Liliana (Fabiola Campomanes), una bella mujer de quien se siente atraído, por lo que su doble identidad lo meterá en algunos aprietos.

## Reparto
- Coco Legrand como Mario.
- Rodrigo Bastidas como Charly.
- Raimundo Bastidas como Pedro.
- Fabiola Campomanes como Liliana.
- Rodrigo Murray como Flavio.
- Gabriel Prieto como "Mireya".
- Eliana Vidiella como Lucy, madre de Charly
- Juan Pablo Sáez como Julián.

## Actores secundarios
- Elena Muñoz como Profesora.
- Magdalena Max-Neef como Amiga de Liliana.
- Cristián Sánchez como Talalo.
- Matías González como Mario (joven).
- Andrés Pozo
- Capitán como "Valentina".
- Mónica Urrutia como Mujer del puerto.
- Francisca Merino como Mujer del sueño.